# 2002年亞洲運動會獎牌榜

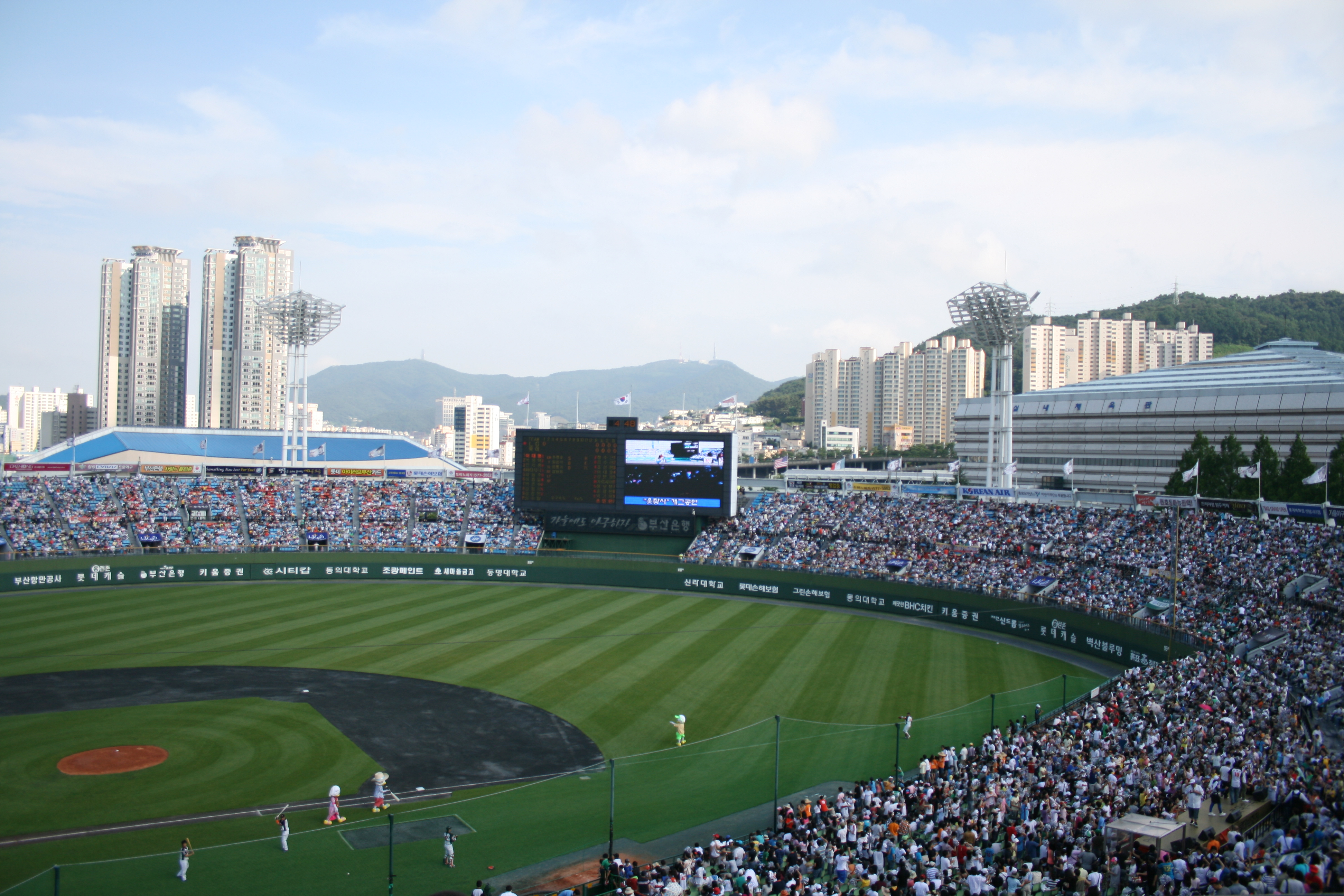
社稷棒球場為棒球賽事的舉行地。

2002年亞洲運動會（官方名稱為第十四屆亞洲運動會）是2002年9月29日至10月14日於韓國釜山舉行的綜合運動會。釜山是繼1986年首爾之後，第二個主辦亞運會的韓國城市。此屆運動會共由6,572名運動員（包括4,605名男運動員及1,967名女運動員）分別自44個亞洲國家奧林匹克委員會（NOC）成員國前來共襄盛舉，參與38個運動項目、共419場賽事。其中，參賽運動員人數超越了1998年亞洲運動會時的41國與6,544人。這也是亞洲運動會歷史上首次44個亞洲奧林匹克理事會（OCA）成員國全體到齊（不含東帝汶）：阿富汗在內戰期間、塔利班政權垮台後回歸；最新加入亞奧的東帝汶首度參賽；以及北韓第一次參加由南韓主辦的國際體育賽事。朝韓兩國在開幕典禮上以朝鮮半島圖案的統一旗共同進場，象徵著統一。
本屆賽事共39個參賽國獲得至少一面獎牌，其中27個參賽國獲得至少一面金牌。另外，哈薩克、烏茲別克、印度、新加坡、越南、卡達、菲律賓及吉爾吉斯等八個參賽國，較1998年亞運取得更佳的排名。中國以150面金牌的佳績，第六度蟬聯亞運會獎牌榜榜首。中國在銀牌數（84）和總獎牌數（308）兩項也獨占鰲頭。韓國則在銅牌數（84）方面拔得頭籌，並以96面金牌、80面銀牌以及總獎牌數260面居次。日本則以189面獎牌（包括44面金牌）排行第三。

## 獎牌榜
本表格的排行計算方式與國際奧林匹克委員會所公告的獎牌榜相符。依照慣例，表格以參賽國運動員所獲得的總金牌數做為排行的首要依據，其次依序為為銀牌數及銅牌數。如果比序至此各參賽國仍然持平，則判定為同名次，並依據國際奧委會國家編碼的字母順序排列。
此屆亞運會共頒發了1350面獎牌，包括427面金牌、421面銀牌和502面銅牌。其中銅牌數較金、銀牌數都多，是由於以下10個運動項目各頒發出兩面銅牌：羽球、拳擊、柔道、空手道、藤球、壁球、桌球、跆拳道、網球和武術（僅有散手賽事） 。
在男子競技體操項目，單槓賽事由於三席同分平局、共獲金牌，因此未頒出銀牌或銅牌；鞍馬、吊環和雙槓賽事也分別產生兩位金牌得主，故未頒發銀牌；而在個人全能賽事則因為出現兩位銀牌選手而沒有頒出銅牌。在女子競技體操項目，高低槓和自由體操賽事在爭奪冠軍時出現平局，故皆未頒發銀牌。在田徑項目，男子跳高賽事亦同時產生三位金牌選手，男子3000公尺障礙賽和女子跳高賽事則分別頒出兩面銀牌、沒有銅牌得主。在男子保齡球項目，個人和三人賽事各由於在亞軍席次出現同分，而未頒發銅牌；雙人和五人賽事則分別有兩名銅牌得主。。在壘球項目，總決賽賽事因雨取消，排行由預賽和半決賽成績決定。日本以預賽零敗的成績拿下冠軍；中國和中華台北則共獲銀牌（兩隊原本將在賽事中碰頭，勝出隊伍將與日本爭奪金牌）。在游泳項目，男子50公尺自由式因平局而產生兩位金牌得主，未頒出銀牌；女子100公尺自由式則有兩位銀牌得主，未頒出銅牌。
  *   主办国家/地区（韩国）
| 排名                      | 国家 / 地区               | 金牌 | 銀牌 | 銅牌 | 总计 |
| ------------------------- | ------------------------- | ---- | ---- | ---- | ---- |
| 1                         | 中国（CHN）               | 150  | 84   | 74   | 308  |
| 2                         | 韩国（KOR）*              | 96   | 80   | 84   | 260  |
| 3                         | 日本（JPN）               | 44   | 73   | 72   | 189  |
| 4                         | （KAZ）                   | 20   | 26   | 30   | 76   |
| 5                         | （UZB）                   | 15   | 12   | 24   | 51   |
| 6                         | 泰国（THA）               | 14   | 19   | 10   | 43   |
| 7                         | 印度（IND）               | 11   | 12   | 13   | 36   |
| 8                         | 中华台北（TPE）           | 10   | 17   | 25   | 52   |
| 9                         | 朝鲜（PRK）               | 9    | 11   | 13   | 33   |
| 10                        | 伊朗（IRI）               | 8    | 14   | 14   | 36   |
| 11                        | 沙特阿拉伯（KSA）         | 7    | 1    | 1    | 9    |
| 12                        | 马来西亚（MAS）           | 6    | 8    | 16   | 30   |
| 13                        | 新加坡（SIN）             | 5    | 2    | 10   | 17   |
| 14                        | 印度尼西亚（INA）         | 4    | 7    | 12   | 23   |
| 15                        | 越南（VIE）               | 4    | 7    | 7    | 18   |
| 16                        | 中国香港（HKG）           | 4    | 6    | 11   | 21   |
| 17                        | （QAT）                   | 4    | 5    | 8    | 17   |
| 18                        | 菲律宾（PHI）             | 3    | 7    | 16   | 26   |
| 19                        | 巴林（BRN）               | 3    | 2    | 2    | 7    |
| 20                        | 科威特（KUW）             | 2    | 1    | 5    | 8    |
| 21                        | 斯里兰卡（SRI）           | 2    | 1    | 3    | 6    |
| 22                        | 巴基斯坦（PAK）           | 1    | 6    | 6    | 13   |
| 23                        | （KGZ）                   | 1    | 5    | 6    | 12   |
| 23                        | 缅甸（MYA）               | 1    | 5    | 6    | 12   |
| 25                        | （TKM）                   | 1    | 2    | 1    | 4    |
| 26                        | 蒙古（MGL）               | 1    | 1    | 12   | 14   |
| 27                        | 黎巴嫩（LIB）             | 1    | 0    | 0    | 1    |
| 28                        | （TJK）                   | 0    | 2    | 4    | 6    |
| 29                        | 中国澳门（MAC）           | 0    | 2    | 2    | 4    |
| 30                        | 阿拉伯联合酋长国（UAE）   | 0    | 2    | 1    | 3    |
| 31                        | （BAN）                   | 0    | 1    | 0    | 1    |
| 32                        | 尼泊尔（NEP）             | 0    | 0    | 3    | 3    |
| 32                        | 叙利亚（SYR）             | 0    | 0    | 3    | 3    |
| 34                        | 约旦（JOR）               | 0    | 0    | 2    | 2    |
| 34                        | 老挝（LAO）               | 0    | 0    | 2    | 2    |
| 36                        | 阿富汗（AFG）             | 0    | 0    | 1    | 1    |
| 36                        | 汶莱（BRU）               | 0    | 0    | 1    | 1    |
| 36                        | 巴勒斯坦（PLE）           | 0    | 0    | 1    | 1    |
| 36                        | 也门（YEM）               | 0    | 0    | 1    | 1    |
| 总计（共39个国家 / 地区） | 总计（共39个国家 / 地区） | 427  | 421  | 502  | 1350 |

## 獎牌分布
| 1. 阿富汗 2. 巴林 3. 孟加拉國 4. 不丹 5. 汶萊 6. 柬埔寨 7. 中國 8. 中國香港 | 1. 印度 2. 印尼 3. 伊朗 4. 日本 5. 約旦 6. 哈薩克 7. 南韓 8. 科威特 9. 吉爾吉斯 | 1. 寮國 2. 黎巴嫩 3. 中國澳門 4. 馬來西亞 5. 馬爾地夫 6. 蒙古 7. 緬甸 8. 尼泊爾 9. 阿曼 | 1. 巴基斯坦 2. 巴勒斯坦 3. 菲律賓 4. 卡達 5. 沙烏地阿拉伯 6. 新加坡 7. 斯里蘭卡 8. 敘利亞 9. 中華台北 | 1. 塔吉克 2. 泰國 3. 東帝汶 4. 土庫曼 5. 阿聯 6. 烏茲別克 7. 越南 8. 葉門 |

## 獎牌積分異動
| 裁決日期      | 運動項目 | 賽事             | 參賽國家／地區 | 金牌 | 銀牌 | 銅牌 | 總計 |
| ------------- | -------- | ---------------- | -------------- | ---- | ---- | ---- | ---- |
| 2002年10月7日 | 健美     | 男子90公斤以上級 | 黎巴嫩         |      |      | –1   | –1   |
| 2002年10月7日 | 健美     | 男子90公斤以上級 | 韩国           |      |      | +1   | +1   |

2002年10月7日，亞洲奧林匹克委員會宣布取消健美項目90公斤以上級黎巴嫩選手尤色夫·艾爾-贊恩（Youssef El-Zein）的銅牌資格，因為艾爾-贊恩未通過藥檢；銅牌由比賽時取得第四順位的韓國選手崔在德（Choi Jae-Duck）替補。
六日後，日本的共同通訊社報導指出，印度中距離跑者蘇妮塔·拉尼（Sunita Rani）在禁藥檢測出現陽性反應，這項消息隨後被釜山亞運會籌備委員會副秘書長李俊燮（Lee Choon-Sup）證實，並有非官方報告並指出該違禁藥物是同化性類固醇「諾龍」（Nandrolone）。蘇妮塔在田徑項目拿下1500公尺金牌（破亞運會紀錄）和5000公尺銅牌（與數名運動員合作而刷新1998年曼谷亞運紀錄）；她否認用藥，印度代表團團長亦表態支持蘇妮塔。然而，同年10月16日，首爾的亞洲運動會興奮劑管制中心（AGDCC，為國際奧委會認可之實驗室）的報告顯示蘇妮塔的尿液樣本中確實含有類固醇諾龍。亞奧委員會隨後裁決剝奪蘇妮塔的兩項獎牌榮譽，並撤銷她在1500公尺的亞運會紀錄。印度奧林匹克協會（IOA）於是向國際田徑總會和國際奧林匹克委員會提出申訴；樣品隨後交由世界反興奮劑組織及「國際奧委會興奮劑與運動生物化學小組」共同進行複檢。2003年1月，亞奧會宣布，國際奧委會醫學理事一方已經撤銷對蘇妮塔使用興奮劑的指控，並將對亞洲運動會興奮劑管制中心做出適當處分。2003年2月4日，在亞奧會秘書長蘭迪爾·辛格和國際奧委會主席蘇雷什·卡馬迪等的見證下，蘇妮塔復得其先前被誤撤的榮譽。

## 外部連結
- 亞洲奧林匹克理事會官方網站（页面存档备份，存于）